# Love in the Time of Money
Love in the Time of Money je americký hraný film. Natočil jej režisér Peter Mattei podle vlastního scénáře. Ve filmu hráli Steve Buscemi, Vera Farmiga, Rosario Dawsonová, Malcolm Gets, Jill Hennessy a další. Pracovní název filmu byl Nine Scenes About Love a jeho produkce začala v listopadu 2000.
Premiéru měl 11. ledna 2002 na Festivalu Sundance. Do amerických kin byl uveden 1. listopadu toho roku.